# Parque Vidal
 (décembre 2020).
Si vous disposez d'ouvrages ou d'articles de référence ou si vous connaissez des sites web de qualité traitant du thème abordé ici, merci de compléter l'article en donnant les références utiles à sa vérifiabilité et en les liant à la section « Notes et références ».

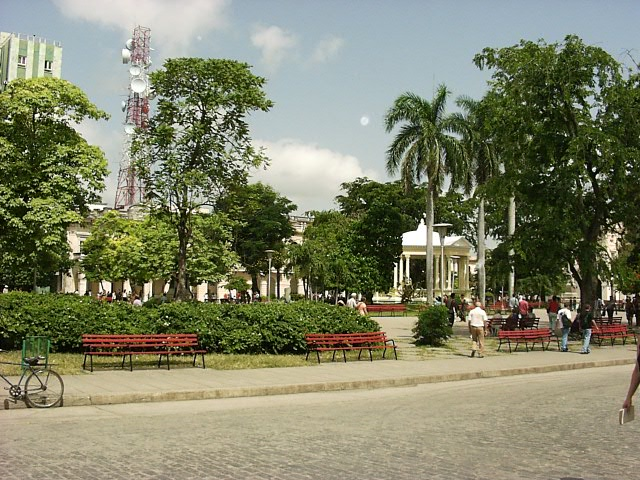
Parque Vidal

Le Parque Vidal (également connu sous ses anciens noms de Plaza Central et Plaza Mayor) est un parc situé au centre de Santa Clara, à Cuba, qui couvre tout un bloc carré de la ville. En raison de l'architecture qui l'entoure, combinant des bâtiments éclectiques de style néo-classique et colonial, ainsi que du grand nombre de monuments historiques datant de différentes périodes historiques, le parc a été désigné comme Monument national lors d'une cérémonie en 1998. 

## Monuments dans le parc
Le belvédère Glorieta au centre du parc, érigé en 1911, sert toujours aux concerts publics hebdomadaires de l'orchestre philharmonique de la ville. Au nord de la Glorieta se trouve un buste de Leoncio Vidal (en), colonel de la guerre d'indépendance qui est mort à cet endroit en combattant les forces espagnoles, et pour lequel le parc est nommé. À côté de ce buste se trouve un obélisque, premier monument érigé dans le parc, dédié au prêtre qui a émigré de la ville côtière de Remedios avec d'autres familles et qui a fondé la ville. Entre ces monuments se trouve une statue de "el niño de la bota" (Un enfant avec une botte qui fuit (en)), l'un des symboles de la ville. Cette statue de bronze représente un garçon avec une botte qui fuit à la main. Le socle original a été remplacé par un granit rouge plus contemporain dans les années 1960, et est resté ainsi jusqu'aux années 1990, lorsque, dans un effort pour retrouver le design d'origine, la ville l'a restauré dans sa forme originale ; cependant, l'utilisation de matériaux bon marché a corrodé le socle. Au sud de cette statue se trouve une autre, une statue en bronze de 1924 de Marta Abreu (en), une mécène locale très aimée des habitants de Santa Clara. La base de sa statue est censée être une capsule temporelle, contenant des papiers, des magazines et des objets collectés pendant la construction et placés à l'intérieur pour que les générations futures puissent les trouver. 

## Bâtiments autour du parc
À la limite du parc se trouve l'hôtel Santa Clara Libre (anciennement le Santa Clara Hilton), considéré par les critiques et le public comme très peu attrayant par rapport au reste du parc[réf. nécessaire], car il se heurte à toute l'architecture environnante tant au niveau de l'échelle que de la conception[réf. nécessaire]. On pense que la révolution cubaine de 1959 a provoqué l'annulation de nouveaux projets de tours plus élevées sur la place, ce qui aurait contribué à détruire encore davantage le style architectural colonial et éclectique existant de la place. Cependant, le bâtiment est riche en histoire. Les murs de l'hôtel portent encore de nombreuses marques de mitrailleuses provenant de l'attaque des forces rebelles de Che Guevara et Camilo Cienfuegos lors de la révolte de 1959. Le Teatro de La Caridad (théâtre de la charité) est l'un des huit grands théâtres de l'ère coloniale cubaine[Quoi ?]. Les autres bâtiments autour de la place comprennent l'hôtel Plaza Central, l'ancien hôtel de ville et le centre de danse Colonial de Santa Clara, et dans le coin se trouve le musée des arts décoratifs, qui abrite l'une des plus grandes collections d'arts décoratifs coloniaux du pays.